# Letitia Tyler

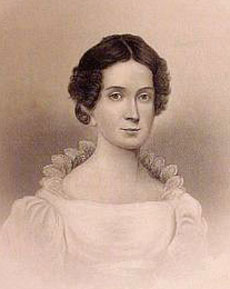
Letitia Tyler

Letitia Christian Tyler (* 12. November 1790 in Cedar Grove, Virginia; † 10. September 1842 in Washington, D.C.) war die erste Ehefrau des 10. US-Präsidenten John Tyler. Sie war die First Lady der Vereinigten Staaten von 1841 bis zu ihrem Tod 1842.
Letitia Christian wurde auf der Baumwollplantage ihrer Familie in Virginia geboren. Sie heiratete Tyler am 29. März 1813, als dieser seinen 23. Geburtstag feierte. Das Paar hatte acht Kinder.
Später wurde sie krank. Als John Präsident wurde, war sie bereits sehr geschwächt. Letitia lebte in einem Raum im zweiten Stock des Weißen Hauses. Ihre sozialen Aktivitäten konnte sie nicht mehr übernehmen, doch sie wachte über den Haushalt.
Letitia starb am 10. September 1842. Sie war die erste Präsidentengattin, die im Weißen Haus starb.